# 芬·托克萬
芬·托克萬（挪威語：Finn Tokvam，1972年1月25日—）是一位挪威記者、音樂家和作家，他於該國松恩-菲尤拉訥郡弗隆（挪威語：Flåm）出生，而現時則在卑爾根生活並於挪威廣播公司任職記者和滑稽演員。托克萬不但曾在該公司的「Radio Røynda」節目和「P.I.L.S.」（一個以播放流行音樂為主並以小型談話為輔的節目）上演出，也在一份報章中擔任專欄作家和於一個受歡迎的挪威樂團「Finn Erix」擔任歌唱者。
托克萬在2005年因與另一位挪威作家哈爾沃爾·福爾格勒（挪威語：Halvor Folgerø）共同著作長篇小說「Tyl」而首次向公眾露面，他們於2012年再度合作並共同出版「Ler dei no så har eg vunne」一書。另一方面，他也曾在2011年挪威電影挪威的呻吟中飾演主角艾瑪的老師。

## 外部連結
- 芬·托克萬在互联网电影资料库（IMDb）上的資料（英文）（英文）
- 芬•托克萬在Allkunne.no網站上的資訊（挪威文）